# Petelia riobearia
Petelia riobearia är en fjärilsart som beskrevs av Walker 1860. Petelia riobearia ingår i släktet Petelia och familjen mätare. Inga underarter finns listade i Catalogue of Life.